# 栄光の三十年間
栄光の三十年間（えいこうのさんじゅうねんかん、フランス語: Les Trente Glorieuses、フランス語発音: [le tʁɑ̃t ɡlɔʁjøz]）は特にフランスの経済史において言及される、第二次世界大戦が終結した後の30年間、すなわち1945年から1975年までの時期である。輝かしい30年とも言う。

## 概要
フランスの経済学者ジャン・フラスティエが1979年の著作Les Trente Glorieuses, ou la révolution invisible de 1946 à 1975（『栄光の三十年間、または1946年から1975年までの不可視の革命』）ではじめて使用した呼称であり、1830年7月27日から29日までの「栄光の三日間」（Les Trois Glorieuses、七月革命を指す）を由来とする。
この三十年間において、フランスの経済は西ドイツ、イタリア、日本などマーシャル・プランの枠内にある国と同じく、大きく成長し続けた。この時期は経済的に繁栄するとともに平均賃金と消費が高く、社会福祉制度も大きく発展している。様々な研究によると、フランスの平均労働者賃金の実質購買力は1950年と1975年の間に170%上昇し、民間消費も1950年と1974年の間に174%上昇したという。2回の世界大戦で後退したフランスの生活水準は世界水準においても最も高い国の1つになった。フランス人の都市化も進み、多くの郊外県が人口減を経験した一方、都市部、特にパリでは大幅な人口増を経験した。生活雑貨や設備の所有が大きく広まり、労働者賃金も経済成長により大きく成長した。歴史家のジャン・ブロンデル（Jean Blondel）とドナルド・ジョフリー・チャールトン（Donald Geoffrey Charlton）が1974年に述べたように、「例えフランスが電話の数でまだ遅れをとれているとしても、労働者階級の住居は見違えるほど改善しており、消費者社会の様々な『ガジェット』はテレビから自動車にいたるまで、ほかの西欧諸国よりも多くの労働者階級によって購入されている」。
1973年の第一次オイルショック以降、フランスの経済の爆発的な成長が遅くなり、1970年中期には「栄光の三十年間」が終わりを告げた。
フランスの経済学者トマ・ピケティは2013年の著書『21世紀の資本』で栄光の三十年間を世界大戦後の例外的な「追いつき」時期と形容した。彼は統計データを引用して、富裕な国における普通の成長率はおよそ1.5%から2%であると説明、一方ヨーロッパにおける成長率は1913年から1950年までの間が0.5%と低く、続いて1950年から1970年までが4%と「追いついて」、1970年以降は1.5%から2%に落ち着いたと述べた。